# Santuario di Santa Maria in Monte Penice
Il santuario di Santa Maria in Monte Penice è situato in vetta del monte Penice a 1.460 m., è un edificio ecclesiastico non parrocchiale nel comune di Bobbio in provincia di Piacenza, al confine con la provincia di Pavia. Dedicato alla Madonna risale ad una primitiva costruzione del VII secolo poi ampliata più volte. Posto in un punto particolarmente panoramico, dal suo piazzale si gode una ampia visuale non solo sulla val Trebbia e la valle Staffora, ma su tutto il territorio emiliano e pavese ed in particolari giornate sono visibili persino le Alpi innevate.